# Prades, Pyrénées-Orientales
Prades (katalanska: Prada, även Prada de Conflent) är en kommun i departementet Pyrénées-Orientales i regionen Occitanien i södra Frankrike. Kommunen ligger i kantonen Prades som tillhör arrondissementet Prades. År 2022 hade Prades 6 166 invånare.

## Befolkningsutveckling
Antalet invånare i kommunen Prades
| Referens: INSEE |